# Brevoortia patronus

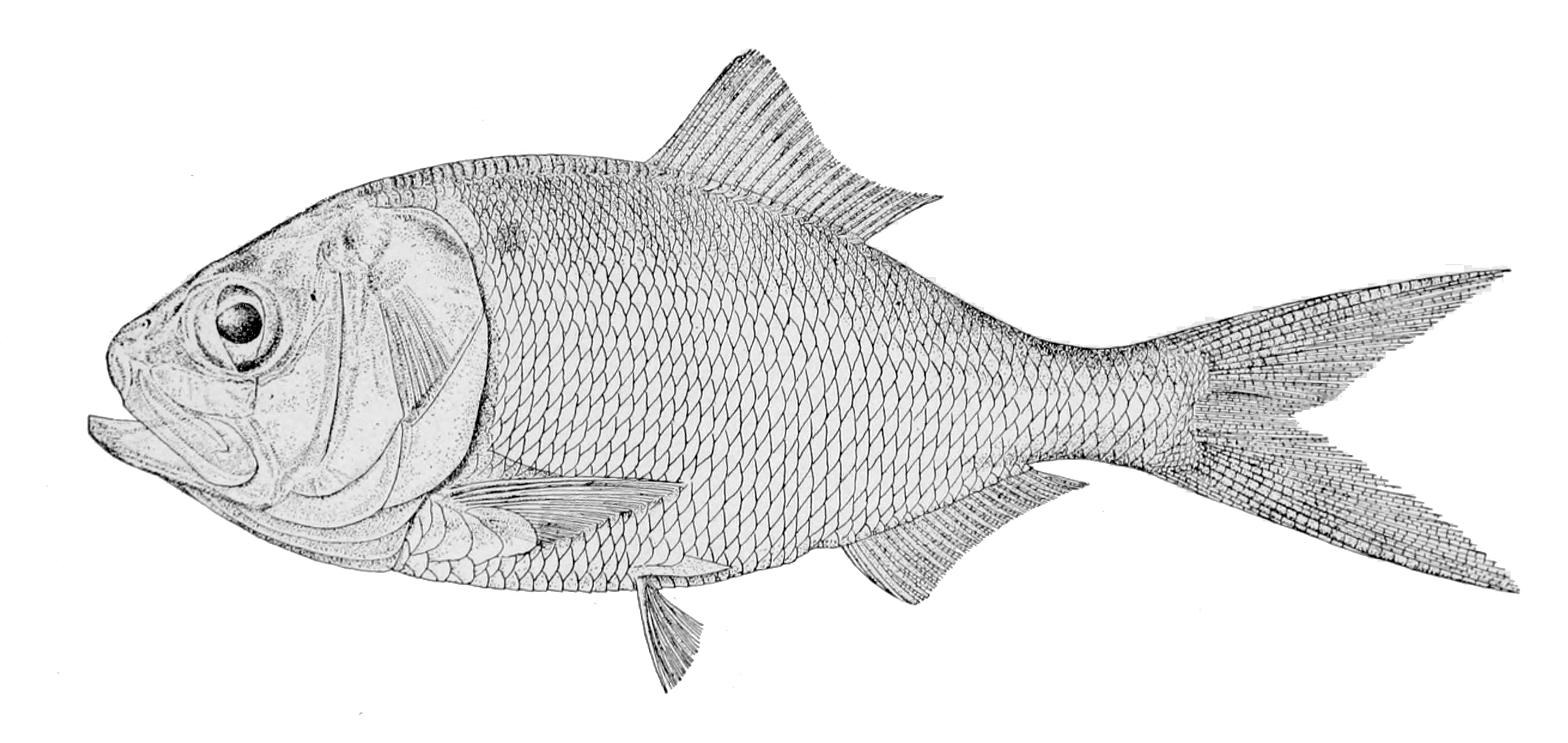
Dibuix de 1910

Brevoortia patronus és una espècie de peix pertanyent a la família dels clupeids.

## Descripció
- Pot arribar a fer 35 cm de llargària màxima (normalment, en fa 20).
- Esquena de color gris blavós.[3]

## Reproducció
Hom creu que es reprodueix a l'hivern (de l'octubre al febrer, amb un pic al mes de gener).

## Alimentació
Menja fitoplàncton.

## Paràsits
És parasitat per isòpodes a la boca.

## Depredadors
Als Estats Units és depredat per Lobotes surinamensis i Scomberomorus cavalla.

## Hàbitat
És un peix marí, pelàgic-nerític i de clima subtropical (31°N-19°N, 95°W-80°W) que viu entre 0-50 m de fondària.

## Distribució geogràfica
Es troba a l'Atlàntic occidental central: el golf de Mèxic.

## Ús comercial
Es comercialitza fresc, en salaó i en conserva. També és emprat per a produir oli i farina de peix.

## Observacions
És inofensiu per als humans.